# Лодовико Миланези
Лодовико Миланези е италиански фармацевт и консулски агент.

## Биография
Роден е на 8 декември 1832 г. в Боновиго, Италия. През 1855 г. завършва фармация в Падуа. През 1860-те години воюва с гарибалдийците за обединението на Италия. След това емигрира в Гърция, прехвърля се в Истанбул и постъпва в турската армия. Работи като военен аптекар в гарнизоните в Ниш, Смедерево, Силистра, Шумен, Видин. През 1863 г. се жени за сръбкинята Анна, която е дъщеря на богатия белградски търговец Сава Тодорович. Основава своя аптека във Видин, а след това се премества в Лом, където създава аптека „Минерва“ на главната улица. От 1884 г. е италиански консулски агент. Умира през 1898 г. в Лом.